# Trichomanes davallioides
Trichomanes davallioides là một loài dương xỉ trong họ Hymenophyllaceae. Loài này được Gaudich. mô tả khoa học đầu tiên.